# A Hora da Estrela
Pour plus de détails, voir Fiche technique et Distribution.
A Hora da Estrela est un film brésilien réalisé par Suzana Amaral, sorti en 1985.
En novembre 2015, le film est inclus dans la liste établie par l'Association brésilienne des critiques de cinéma (Abraccine) des 100 meilleurs films brésiliens de tous les temps.

## Fiche technique
- Titre : A Hora da Estrela
- Réalisation : Suzana Amaral
- Scénario : Suzana Amaral et Alfredo Oroz d'après le roman de Clarice Lispector
- Musique : Marcus Vinícius
- Pays d'origine : Brésil
- Format : Couleurs - Mono
- Genre : drame
- Durée : 96 minutes
- Date de sortie : 1985

## Distribution
- Marcélia Cartaxo : Macabéa
- José Dumont (pt) : Olímpico de Jesus
- Tamara Taxman (pt) : Glória
- Fernanda Montenegro : Madame Carlota

## Récompense
- Ours d'argent de la meilleure actrice pour Marcélia Cartaxo lors de la Berlinale 1986